# Francisco Bueso
Francisco Bueso, né en 1860, est un homme politique hondurien. Il est président du Honduras du 10 mars au 27 avril 1924.